# A magyar labdarúgó-válogatott 2009. október 10-i mérkőzése
Előző mérkőzés - Következő mérkőzés
A magyar labdarúgó-válogatott világbajnoki selejtező mérkőzése Portugália ellen, 2009. október 10-én. Eredménye: 3–0 (1–0).

## Előzmények
A magyar válogatott két utolsó világbajnoki selejtezőjéből az elsőt játszotta le Lisszabonban. Mindkét fél győzni akart, mivel csak így volt elképzelhető a további harc a pótselejtezős helyért. A válogatott keretéhez Vanczák Vilmos is csatlakozott sérüléséből visszatérve. Kabát Pétert sokan a keretbe kívánták, de a szövetségi kapitány eddigi kiszemeltjeit preferálta. A sok sérült középpályás miatt, Varga Józsefet - a tavalyi szezon legjobb utánpótláskorú játékosát - is behívták a csapatba. Dárdai Pál és Hajnal Tamás játéka kérdésessé vált. A készülődést és a mérkőzést nagy médiaérdeklődés övezte. A válogatottat az MLSZ vezetősége is elkísérte. A csapat tagjai megemlékeztek Fehér Miklósról, a Benfica mezében elhunyt támadó mellszobránál.
| #  | Csapat       | J | Gy | D | V | RG | KG | GK  | P  |
| -- | ------------ | - | -- | - | - | -- | -- | --- | -- |
| 1. | Dánia        | 8 | 5  | 3 | 0 | 15 | 4  | +11 | 18 |
| 2. | Svédország   | 8 | 4  | 3 | 1 | 9  | 3  | +6  | 15 |
| 3. | Portugália   | 8 | 3  | 4 | 1 | 10 | 5  | +5  | 13 |
| 4. | Magyarország | 8 | 4  | 1 | 3 | 9  | 5  | +4  | 13 |
| 5. | Albánia      | 9 | 1  | 4 | 4 | 5  | 9  | –4  | 7  |
| 6. | Málta        | 9 | 0  | 1 | 8 | 0  | 22 | –22 | 1  |

- Portugália és Magyarország sorrendjét az összesített gólkülönbség határozta meg.
- Albániának és Máltának már nem maradt esélye a világbajnokságra való kijutásra.

## Az összeállítások
| 2009. október 10. 838. mérkőzés vb-selejtező 2010 | Portugália                | 3 – 0   | Magyarország | Estádio da Luz, Lisszabon Nézőszám: 50 115 Játékvezető: Alain Hamer (luxemburgi) |
| 2009. október 10. 838. mérkőzés vb-selejtező 2010 | Simao 18' 79' Liédson 74' | (1 – 0) |              | Estádio da Luz, Lisszabon Nézőszám: 50 115 Játékvezető: Alain Hamer (luxemburgi) |

| Csapatszínek | Csapatszínek | Csapatszínek |
| Csapatszínek |              |              |
| Csapatszínek |              |              |
|              |              |              |
| '            |              |              |

| Csapatszínek | Csapatszínek | Csapatszínek |
| Csapatszínek |              |              |
| Csapatszínek |              |              |
|              |              |              |
| '            |              |              |

| PORTUGÁLIA:          |    |                |  |             |
|                      |    |                |  |             |
| KA                   | 1  | Eduardo        |  |             |
| HV                   | 3  | Bosingwa       |  |             |
| HV                   | 6  | R. Carvalho    |  |             |
| HV                   | 2  | Bruno Alves    |  |             |
| HV                   | 5  | Duda           |  |             |
| KP                   | 16 | Raul Meireles  |  |             |
| KP                   | 8  | Tiago          |  |             |
| KP                   | 10 | Deco           |  |             |
| CS                   | 11 | Simao          |  | 18' 79' 80' |
| CS                   | 9  | Liédson        |  | 74' 82'     |
| CS                   | 7  | C. Ronaldo     |  | 27'         |
| Cserék:              |    |                |  |             |
| CSE                  | 4  | Rolando        |  |             |
| CSE                  | 12 | Beto           |  |             |
| CSE                  | 13 | Miguel Veloso  |  | 80'         |
| CSE                  | 14 | Nuno Gomes     |  | 82'         |
| CSE                  | 15 | Paulo Ferreira |  |             |
| CSE                  | 17 | Nani           |  | 27'         |
| CSE                  | 18 | Nuno Assis     |  |             |
| Szövetségi kapitány: |    |                |  |             |
| Carlos Queiroz       |    |                |  |             |

| MAGYARORSZÁG:        |    |                  |  |     |
|                      |    |                  |  |     |
| KA                   | 1  | Babos Gábor      |  |     |
| HV                   | 2  | Bodnár László    |  |     |
| HV                   | 4  | Juhász Roland    |  |     |
| HV                   | 6  | Gyepes Gábor     |  |     |
| HV                   | 3  | Vanczák Vilmos   |  |     |
| KP                   | 8  | Vadócz Krisztián |  | 56' |
| KP                   | 5  | Tóth Balázs      |  |     |
| KP                   | 11 | Huszti Szabolcs  |  | 67' |
| KP                   | 10 | Gera Zoltán      |  |     |
| KP                   | 7  | Dzsudzsák Balázs |  | 82' |
| CS                   | 9  | Torghelle Sándor |  |     |
| Cserék:              |    |                  |  |     |
| CSE                  | 12 | Király Gábor     |  |     |
| CSE                  | 13 | Gaál András      |  |     |
| CSE                  | 14 | Bodor Boldizsár  |  |     |
| CSE                  | 15 | Fehér Csaba      |  |     |
| CSE                  | 16 | Buzsáky Ákos     |  | 67' |
| CSE                  | 17 | Varga József     |  | 82' |
| CSE                  | 18 | Priskin Tamás    |  | 56' |
| Szövetségi kapitány: |    |                  |  |     |
| Erwin Koeman         |    |                  |  |     |

|  |

## A mérkőzés
A Benfica arénájában, az Estádio da Luz adott otthont az összecsapásnak. A mérkőzés első negyed órája ki-ki meccs hangulatot sugárzott és a mérkőzés első igazi helyzete Gera Zoltán előtt adódott, amit Eduardo kapus védett. A 18. percre azonban felpörgött a portugál gépezet. Cristiano Ronaldo csípett el egy labdát, majd nyolc méterről éles szögből kapura gurított, amit Babos Gábor ugyan kiütött, de azt Simão Sabrosa középre lőtte, 1-0. A 41. percben egalizálhattunk volna. Dzsudzsák Balázs kavargatott, majd lövésre szánta el magát, de a lövés megpattant egy portugál lábon és kicsivel elkerülte jobb kapufát. Erre rá négy percre Gera a felső lécre fejelt. A szünet után is hazaiak nyomtak, a magyarok pedig védekezésre és a kontrákban gondolkodtak. A 75. percben Bruno Alves beadását Liédson stukkolta be a kapuba. Babos rajta volt és vonalon túl kiütötte a labdát, de a játékvezető középre mutatott, 2–0. A mérkőzés hajrájában eldőlt a meccs. Duda beadását követően Simao duplázott, 3–0. Az újonc Varga József 8 perc játéklehetőséget kapott a mérkőzésen.

| „                               | Azt hiszem, nyugodtan mondhatom, hogy csapatom tagjai közül mindenki a maximumot nyújtotta a lehetőségekhez képest, dolgoztunk ki helyzeteket, ám sajnos nem volt szerencsénk, nem tudtunk gólt szerezni. A portugál együttes jobb gárda, mint a miénk, ez megmutatkozott ezen a mérkőzésen is. Megtettük, amire erőnkből telt, de ez most csak erre volt elég... | ” |
| – Erwin Koeman, a mérkőzés után | |   |

| További eredmény  | További eredmény | További eredmény | További eredmény |
| ----------------- | ---------------- | ---------------- | ---------------- |
| 2009. október 10. | Dánia            | 1 – 0            | Svédország       |

| #  | Csapat       | J | Gy | D | V | RG | KG | GK  | P  |
| -- | ------------ | - | -- | - | - | -- | -- | --- | -- |
| 1. | Dánia        | 9 | 6  | 3 | 0 | 16 | 4  | +12 | 21 |
| 2. | Portugália   | 9 | 4  | 4 | 1 | 13 | 5  | +8  | 16 |
| 3. | Svédország   | 9 | 4  | 3 | 2 | 9  | 4  | +5  | 15 |
| 4. | Magyarország | 9 | 4  | 1 | 4 | 9  | 8  | +1  | 13 |
| 5. | Albánia      | 9 | 1  | 4 | 4 | 5  | 9  | –4  | 7  |
| 6. | Málta        | 9 | 0  | 1 | 8 | 0  | 22 | –22 | 1  |

Dánia a Svédország elleni győzelmével, az utolsó forduló eredményeitől függetlenül megnyerte a csoportot és kijutott a világbajnokságra.

## Örökmérleg a mérkőzés után
| Magyarország | :         | Portugália |
| ------------ | --------- | ---------- |
| 0            | Győzelem  | 7          |
| 3            | Döntetlen | 3          |
| 7            | Gólok     | 23         |
| 3/30         | Pontok    | 24/30      |
| 10           | %         | 80         |

Előző mérkőzés - Következő mérkőzés

## Lásd még
- Magyar labdarúgó-válogatott
- A magyar labdarúgó-válogatott mérkőzései 2009-ben